# Cityring (Haderslev)
 For alternative betydninger, se Cityring. (Se også artikler, som begynder med Cityring)
Cityring O er en indre ringvej, der går rundt om Haderslev Centrum.
Vejen består af Omkørselvejen – Bredgade – Laurids Skaus Gade – Gammelting – Teaterstien – Jomfrustien – Toldbodgade – Skibbrogade - Ved Ridehuset - Sejlstensgyde - Ny Erlevvej og ender til sidst i Omkørselvejen igen.
Cityring skal lede gennemkørende trafik uden om centrum og fungere som en alternativ rute for dem, der har ærinder inde i den indre by. Vejen er også en
gevinst[kilde mangler] for de handlende, så der ikke kommer så meget gennemkørende trafik ind gennem midtbyen. 
| Trafik | Spire Denne trafikartikel er en spire som bør udbygges. Du er velkommen til at hjælpe Wikipedia ved at udvide den. |

|  | Denne artikel om en bygning eller et bygningsværk kan blive bedre, hvis der indsættes et (bedre) billede. Du kan hjælpe ved at afsøge Wikimedia Commons for et passende billede eller lægge et op på Wikimedia Commons med en af de tilladte licenser og indsætte det i artiklen. |

55°15′10″N 9°29′26″Ø / 55.25274°N 9.49052°Ø